# Chara globularis

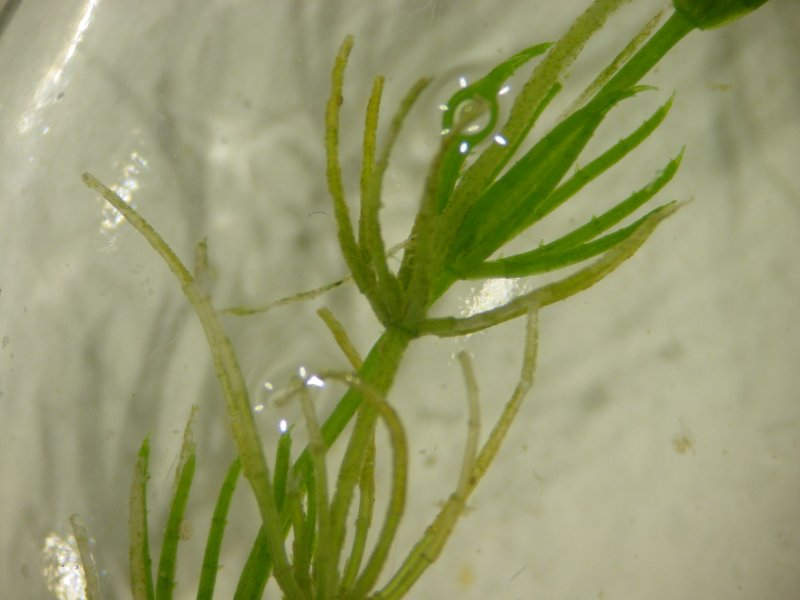
Chara globularis (pormenor).

Chara globularis é uma espécie de alga verde pertencente à família Characeae, que ocorre em massas de água doce oligotróficas (pobres em nutrientes), raramente em águas mesotróficas, preferindo as águas ricas em sais de cálcio.

## Descrição
A espécie Chara globularis apresenta morfologia muito variável, dependendo das características do habitat que ocupa, especialmente da riqueza em nutrientes, em cálcio e da acidez da água. Na literatura estão descritas três formas habitualmente bem distinguíveis:
- Forma normal — a alga é longa, robusta, grossa e ricamente em corpos frutíferos, sendo esta a forma que assume na sua principal área de distribuição em águas oligotróficas;
- Espécie pioneira — em situações de pioneirismo, a alga é curta, delicada, frágil e cresce principalmente em águas rasas e oligotróficas;
- Forma de água corrente  — a alga é longa, fina, muitas vezes forma oogónios estéreis (gâmetas femininos), sendo a forma mais comum em rios ou em águas profundas.

O comprimento dos espécimes pode variar muito (entre 10 e 120 cm), com o cauloide principal com de 0,3 a 1,4 mm de espessura. A superfície dos caules é triplamente ranhurada (tricotada), geralmente listrada, com sulcos lisos e com células nodais difíceis de reconhecer. O cauloide final não apresenta nervuras e é muitas vezes em duas linhas. A espécie não tem estipas, mas apenas cúspides indistintas (estipulares). Os entrenós são mais longos do que os cauloides terminais, os quais se agrupam em verticilos de 7 ou 8 cauloides por nó. Estes verticilos são arrosetados em forma de funil voltado para cima no final do broto e muitas vezes terminando em estruturas afiladas.
A espécie produz gâmetas em gametângio monoicos esferóides localizados em torno dos nós na base das ramificações, recobertos por uma de camada de células epiteliais. Os oogónios têm cerca de 15 volutas e pequenas coroas, que perduram muito após a maturidade. Os oósporos são elipsoidais e alongados, pretos e geralmente têm 13 costelas.
A espécie apresenta distribuição natural do tipo cosmopolita, sendo mais comum no hemisfério norte. Na Europa, estas algas crescem em águas oligotróficas a ligeiramente mesotróficas, preferindo águas ricas em carbonato de cálcio. Em águas ácidas, é encontrado apenas raramente, caso em que aparece sob uma forma atrofiada constituída por filamentos estéreis.

## Taxonomia
O binome Chara globularis foi publicado por Jean Louis Thuillier em 1799, mas na literatura é comum ser também utilizado o sinónimo taxonómico Chara fragilis, proposto para a espécie por Nicaise Augustin Desvaux em 1810.  com a regra da prioridade o nome mais antigo deve ser usado, o que não impede a coexistência de sinónimos na literatura corrente.
O epíteto específico fragilis deriva da sua consistência frágil quando seca.

## Lista de variedades
A base de dados taxonómicos WoRMS cita as seguintes variedades:
- Chara globularis var. globularis
- Chara globularis var. hedwigii (C.Agardh ex Bruzelius) J.S.Zaneveld, 1940
- Chara globularis var. krausii
- Chara globularis var. schroederi (W.Migula) J.C.van Raam, 2010